# Kirgistan na Olimpijskim igrama
Kirgistan je prvi put sudjelovao na Olimpijskim igrama kao neovisna država 1994. godine u Lillehammeru i od tada je nastupio na svim igrama. Njegovi sportaši osvojili su ukupno tri medalje jednu srebrenu i dvije brončane. Na olimpijadama od 1952. do 1988. sudjelovali su kao dio Sovjetskog Saveza, a u Barceloni 1992. kao dio Zajednice Neovisnih Država.

## Medalje
| Medalja | Ime               | Igre         | Sport   | Disciplina             |
| ------- | ----------------- | ------------ | ------- | ---------------------- |
| bronca  | Ajdin Smagulov    | Sydney 2000. | judo    | 60 kg                  |
| srebro  | Kanatbek Begaliev | Peking 2008. | hrvanje | grčko-rimski stil 66kg |
| bronca  | Ruslan Tumenbaev  | Peking 2008. | hrvanje | grčko-rimski stil 60kg |

## Vanjske poveznice
- Međunarodni olimpijski odbor- Kirgistan